# Teoria de Galois
Em matemática, Teoria de Galois é um ramo da álgebra abstrata.
No nível mais básico, ela usa grupo de permutações para descrever como as várias raízes de uma certa equação polinomial estão relacionadas umas com as outras. Este foi o ponto-de-vista original de Évariste Galois.
A abordagem moderna da Teoria de Galois, desenvolvida por  Richard Dedekind, Leopold Kronecker e Emil Artin entre outros, envolve o estudo de automorfismos de extensões de corpos. Uma abstração além da Teoria de Galois é conseguida pela teoria das conexões de Galois.

## Aplicações nos problemas clássicos
O nascimento da teoria de Galois foi originalmente motivado pela seguinte questão, que é conhecida como o teorema de Abel-Ruffini
 "Por que não existe uma fórmula para as raizes de uma equação polinomial de quinta ordem (ou maior) em termos de coeficiente de polinômios, usando somente as operações algébricas usuais (adição, subtração, multiplicação, divisão) e aplicação de radicais (raiz quadrada, raiz cúbica, etc)?" 
A teoria de Galois não somente provê um bela resposta para essa questão. Ela também explica em detalhes porque é possível resolver equações de grau 4 ou menores da forma descrita acima e porque suas soluções assumem as formas que têm.
A teoria de Galois dá uma clara explicação a questões referentes a problemas de construção com régua e compasso. Caracteriza de forma elegante as construções que podem ser executadas com este método.
Usando esta teoria, torna-se relativamente fácil responder perguntas da geometria clássica tais como:
 "Quais polígonos regulares são polígonos construtíveis ?" 
 "Por que não é possível a trissecção de um dado ângulo ?" 
 "Por que não é possível a quadratura do círculo?"
 "Por que não é possível a duplicação do cubo?"
As últimas três perguntas referem-se aos problemas clássicos de construção com régua e compasso, que Galois conseguiu responder com sua teoria, utilizando as noções de números algébricos e transcendentes.

## A abordagem de permutação de grupo na teoria Galois
Se é dado um polinômio,  pode acontecer que algumas de suas raízes estão concatenadas por várias equações algébricas. Por exemplo, dado duas raízes A e B de um dado polinômio, a equação  {\displaystyle A^{2}+5B^{3}=7} as conecta.  A idéia central da teoria de Galois é considerar que permutações (ou rearranjos) dessas raízes têm propriedades que qualquer equação algébrica satisfeita pelas raízes é ainda satisfeita depois destas raízes terem sido permutadas. Um importante pré-requisito é restringir a equações algébricas cujos coeficientes são números racionais. (Poderíamos ao invés disto especificar um certo corpo ao qual os coeficientes devem se restringir, mas no simples exemplo dado abaixo iremos nos restringir ao corpo dos números racionais.)
Estas permutações juntas formam um grupo de permutação, também conhecido como grupo Galois de polinômios (em relação aos números racionais). Isto pode ser melhor elucidado pela utilização de um exemplo.

### Primeiro exemplo — uma equação quadrática
Considere a equação quadrática
{\displaystyle x^{2}-4x+1=0}
Pelo uso da fórmula de Bhaskara, pode-se encontrar suas raízes:
{\displaystyle A=2+{\sqrt {3}}}   e
{\displaystyle B=2-{\sqrt {3}}}
Exemplos de equações algébricas satisfeitas por A e B incluem
{\displaystyle A+B=4}   e
{\displaystyle AB=1}
Obviamente em ambas essas equações, se nós trocarmos o A pelo B, obteremos outras expressões verdadeiras. Por exemplo, a equação {\displaystyle A+B=4}   torna-se simplesmente {\displaystyle B+A=4}  . Além disso, é verdade (embora muito menos óbvio) que isso é válido também para cada possível equação algébrica verdadeira de coeficientes racionais satisfeita por A e B. (Em qualquer equação desse tipo, permutar A e B produz uma nova equação também verdadeira.) Uma prova para esse fato requer conhecimento da teoria dos polinômios simétricos.
Conclui-se que os grupos de Galois do polinômio {\displaystyle x^{2}-4x+1} consistem das duas permutações: a permutação identidade, a qual deixa A e B inalterado, e a permutação de transposição, a qual alterna A e B. Como um grupo, ele é isomorfo ao grupo cíclico de ordem dois, representado por Z/2Z.
Pode-se ainda levantar a objeção que A e B são relacionados ainda a outra equação algébrica,
{\displaystyle A-B-2{\sqrt {3}}=0}
a qual não é mais verdadeira quando A e B são trocados. Porém, esta equação não nos interessa, porque ela não possui coeficientes racionais; em particular, {\displaystyle {\sqrt {3}}} não é racional.
Uma discussão similar aplica-se a qualquer polinômio quadrático ax² + bx + c, onde a, b e c são números racionais.
- Se o polinômio tem somente uma raiz, por exemplo {\displaystyle x^{2}-4x+4=(x-2)^{2}}, então o grupo de Galois é trivial; isto é, ele contém unicamente uma permutação idêntica.
- Se ele tem duas raízes racionais, por exemplo {\textstyle x^{2}-3x+2=(x-2)(x-1)}, o grupo de Galois é novamente racional.
- Se ele tem duas raízes irracionais (incluindo o caso onde as raízes são complexas), então o grupo de Galois contém novamente duas permutações, justamente como no exemplo acima.

### Segundo exemplo — um pouco mais elaborado
Considere o polinômio
{\displaystyle x^{4}-10x^{2}+1}
que pode também ser escrito como
{\displaystyle (x^{2}-5)^{2}-24}
Desejamos descrever o grupo de Galois desse polinômio, novamente em relação ao corpo dos números racionais. O polinômio tem quatro raízes:
{\displaystyle A={\sqrt {2}}+{\sqrt {3}}}
{\displaystyle B={\sqrt {2}}-{\sqrt {3}}}
{\displaystyle C=-{\sqrt {2}}+{\sqrt {3}}}
{\displaystyle D=-{\sqrt {2}}-{\sqrt {3}}}
Haverá 24 possibilidades para permutar essas 4 raízes, mas nem todas essas permutaçôes são membros do grupo de Galois. Os membros dos grupos de Galois devem preservar qualquer equação algébrica com coeficiente racionais envolvendo A, B, C e D.  Uma dessas equações é
{\displaystyle A+D=0}
Porem a permutação
{\displaystyle (A,B,C,D)\rightarrow (A,B,D,C)}
não é permitida, porque isso transforma a equação válida {\displaystyle A+D=0} na equação {\displaystyle A+C=0}, a qual é inválida, visto que {\displaystyle A+C=2{\sqrt {3}}\neq 0}.
Outra equação que as raízes da equação satisfazem é
{\displaystyle (A+B)^{2}=4}
Esta excluirá outras  permutações, tais como:
{\displaystyle (A,B,C,D)\rightarrow (A,C,B,D)}
Continuando nesse processo, descobrimos que as únicas permutações remanescentes (satisfazendo ambas equações simultâneas) são:
{\displaystyle (A,B,C,D)\rightarrow (A,B,C,D)}
{\displaystyle (A,B,C,D)\rightarrow (C,D,A,B)}
{\displaystyle (A,B,C,D)\rightarrow (B,A,D,C)}
{\displaystyle (A,B,C,D)\rightarrow (D,C,B,A)}
e o grupo de Galois é isomórfico ao grupo de Klein

## A abordagem moderna da teoria dos corpos
Nessa moderna abordagem, começa-se com um a extensão de corpo L/K, e examina-se o automorfismo do grupo do corpo de L/K. Veja o artigo em Grupo de Galois para maiores explicações e exemplos.
A ligação entre as duas abordagem será descrita a seguir. Os coeficientes do polinômio em questão devem ser escolhidos do corpo base K. O maior corpo L deve ser o corpo obtido pela união das raízes do polinômio em questão com o corpo base. Qualquer permutação das raízes que respeite as equações algébricas como descrita acima dá origem a um automorfismo de L/K. e vice-versa.
No primeiro exemplo acima, estudamos a extensão Q(√3)/Q, onde Q é o corpo do número racional, e Q(√3) é o corpo obtido de Q pela adjunção √3. No segundo exemplo, estudamos a extensão Q(A,B,C,D)/Q.